# Sukhoi/HAL FGFA

Il Sukhoi PAK-FA da cui l'FGFA deriva

Il Sukhoi/HAL Fifth Generation Fighter Aircraft (FGFA) è un caccia multiruolo di quinta generazione sviluppato congiuntamente dalla Federazione Russa e dall'India. Si tratta di un progetto derivato dal monoposto Sukhoi PAK FA, che prende il nome di FGFA specificamente per la variante biposto destinata alla Bhāratīya Vāyu Senā, l'aeronautica militare indiana.
Secondo il CTO della Hindustan Aeronautics (HAL), Ashok K. Baweja, in una dichiarazione rilasciata poco dopo l'incontro del 18 settembre 2008, nel quadro delle attività del "Comitato intergovernativo India-Russia", il velivolo sarà monoposto nella versione per le forze armate russe e biposto nella versione FGFA indiana, similmente al Sukhoi Su-30MKI che è una variante biposto nata sulla versione principale Sukhoi Su-30.
Verranno realizzati due prototipi separati, uno in Russia (designato T-50) e un altro in India (designato FGFA).